# WASP-25b
WASP-25b es un exoplaneta descubierto en el año 2010 por el método de tránsito, en que se mide la disminución de la luz estelar cuando un planeta pasa sobre su estrella y las mediciones de la velocidad radial (movimientos pequeños de la estrella a consecuencia de la fuerza gravitacional del planeta) logrando estudiar su masa y órbita.

## Descubrimiento
Descubierto por el programa Wide Angle Search for Planets (WASP). Encargado de localizar exoplanetas a través de telescopios especializados, cada uno equipado con 8 cámaras angulares, monitoreado el cielo en busca de algún evento transitorio, ubicados en distintas partes del mundo.

## Características

### Masa y tamaño
Contiene una masa estimada de 0,44 Júpiter y un radio planetario de 1,07 sobre el gigante gaseoso. Esto quiere decir que no es tan masivo como se cree, debido a la expansión en su cercanía a su estrella, provoca altos niveles de radiación cósmica, clasificándolo como un Júpiter caliente.

### Órbita
Su periodo orbital (Cantidad de veces que tarda un planeta en completar la vuelta en su estrella) es de 3,8 días terrestre. Esto quiere decir que su órbita es extremadamente corta en comparación a otros exoplanetas, debido a su proximidad a su estrella y la fuerza gravitacional que ejercer  sobre el planeta.

### Temperatura
Al considerarse un Júpiter caliente, la temperatura de su superficie es de 1241 K (aproximadamente 968°C) a causa de un intenso flujo de radiación que propaga su estrella, lo cual es muy común en su clasificación de Júpiter caliente y con partículas en su atmósfera demasiado calientes.

### Atmósfera
No existen detalles verídicos con respecto a su atmósfera, aunque los Júpiter calientes en sus atmósferas están compuestos principalmente por hidrógeno y helio, con posibilidad de tener otros gases como vapor de agua, monóxido de carbono o metano. El análisis espectral reveló que su estrella tiene un contenido metálico mucho más bajo que el Sol.